# АСИЛ (футбольный клуб)
АСИЛ Лиси (греч. ΑΣΙΛ Λύσης) — кипрский футбольный клуб, базировавшийся в муниципалитете Лиси (район Фамагуста). Клуб был основан в 1932 году. Клубные цвета — жёлтый и чёрный.
После турецкого вторжения на Кипр в 1974 году, АСИЛ пришлось покинуть родной город и перебраться на стадион Григориса Афксентиу в Ларнаке. Сезон 2013/2014 команда проводит во Втором дивизионе.
Лучшим сезоном в истории клуба стал Чемпионат Кипра по футболу 1968/1969, в котором команда заняла 6-е место.

## История выступлений
| Сезон   | Дивизион | Место |
| ------- | -------- | ----- |
| 2008/09 | B        | 10-е  |
| 2009/10 | B        | 9-е   |
| 2010/11 | B        | 12-е  |
| 2011/12 | C        | 4-е   |
| 2012/13 | C        | 4-е   |

## Достижения
- Второй дивизион Кипра по футболу
  - Победитель (2): 1967, 1974
- Третий дивизион Кипра по футболу
  - Победитель: 2001